# Nuestra Belleza México 2017
Nuestra Belleza México 2017 fue la 23.ª y última edición del certamen Nuestra Belleza México (a partir de 2018 llamado «Mexicana Universal») la cual se realizó en Televisa San Ángel en la Ciudad de México el sábado 11 de marzo de 2017. Treinta y dos candidatas de toda la República Mexicana compitieron por el título nacional, el cual fue ganado por Denisse Franco de Sinaloa quien compitió en Miss Universo 2017 en Las Vegas, Estados Unidos. Franco fue coronada por la Nuestra Belleza México saliente Kristal Silva, convirtiéndose en la octava sinaloense en ir a Miss Universo. Con la culminación y cambio de nombre del concurso, el 7 de octubre del mismo año le fue otorgada la banda y corona como la primera Mexicana Universal dentro del programa Ventaneando de TV Azteca marcando el inicio de una nueva era dentro de la organización de Lupita Jones
Cuatro meses después del concurso nacional, el día 18 de julio ya con el nuevo nombre, se designó a Karla Berumen de Aguascalientes como Mexicana Hispanoamericana 2017 representando al país en Reina Hispanoamericana 2017 en Bolivia logrando colocarse como 3.ª  Finalista. Así mismo, el día 3 de agosto se hizo oficial la designación de Citlaly Higuera de Tamaulipas como Mexicana Internacional 2017 representando al país en Miss Internacional 2017 en Japón.
El último reconocimiento "Corona al Mérito" otorgado fue para Fabiola Guajardo, representante de Nuevo León en Nuestra Belleza México 2007 por su destacada trayectoria como actriz de cine y televisión.
Esta fue la última edición de Nuestra Belleza México en la historia, finalizando con 23 años de trabajo en conjunto con Televisa para dar paso a una nueva etapa con Mexicana Universal dirigida por Lupita Jones en su totalidad y transmitido a través de TV Azteca.

## Resultados
| Posición                    | Candidata |
| Nuestra Belleza México 2017 | - Sinaloa - Denisse Franco |
| 1.ª Finalista               | - Tamaulipas - Citlaly Higuera |
| 2.ª Finalista               | - Aguascalientes - Karla Berumen |
| Top 5                       | - Jalisco - Goretti Robles - Sinaloa - Yareli Carrillo                                                                                           |
| Top 10                      | - Jalisco - Adriana Mardueño - Nuevo León - Rebeca Amor - Querétaro - Laila Kuri Δ - Sonora - Maria José Antillón Δ - Yucatán - Rossana Kin      |
| Top 15                      | - Chihuahua - Janeth Loya - Colima - Margarita Magaña Δ - Nayarit - Josselyn Preciado § - Puebla - Carmen Cabildo - Querétaro - Ana Luisa Ganuza |

Televisa San Ángel
Estudios donde se llevó a cabo la final de Nuestra Belleza México 2017.

- § Votada por el público vía internet para completar el cuadro de 15 semifinalistas.
- Δ Ganadoras de los Fast-track que otorgan el pase directo al cuadro de 15 semifinalistas.

## Áreas de competencia

### Semifinal
La competencia semifinal se realizó en el Foro 5 de Televisa San Ángel de la Ciudad de México el jueves 9 de marzo, dos días antes de la competencia final. Previo al final del evento, todas las candidatas compitieron en traje de baño y traje de noche como parte de la selección de las 11 candidatas quienes completarían el top 15 (ya que 3 candidatas tuvieron el pase directo al Top 15 por ganar alguno de los 3 premios otorgados por la Organización con base en su desempeño durante el período de concentración previo al evento final y una más por el voto directo del público). El nombre de las 11 concursantes que formaron parte del Top 15 fue revelado durante el inicio en vivo del evento final. La conducción del evento estuvo a cargo de Héctor Sandarti.

#### Jurado Preliminar
Estos son los miembros del jurado preliminar, que eligieron a las 11 semifinalistas que completarían el Top 15 durante la competencia semifinal, luego de ver a las candidatas en privado durante entrevistas y pasarela en traje de baño y gala:
- Fabiola Guajardo - Actriz de televisión y Nuestra Belleza Nuevo León 2007 Designada
- Marisol González - Conductora de Televisa deportes y Nuestra Belleza México 2002
- Luz Elena González - Actriz, conductora de televisión, cantante y Nuestra Belleza Jalisco 1994
- Juan José Origel -  Periodista y conductor de espectáculos
- Julián Gil - Actor y conductor de televisión
- Diego Di Marco - Conductor de televisión y coach de estilo de vida

### Final
La gala final fue transmitida en vivo a través de Las Estrellas para todo México y Univisión para la comunidad hispanohablante de Estados Unidos y América Latina desde el Foro 5 de Televisa San Ángel en la Ciudad de México el sábado 11 de marzo de 2017. La conducción del evento estuvo a cargo de Héctor Sandarti acompañado de Sofía Escobosa en el backstage.
El grupo de 15 semifinalistas se dio a conocer durante la competencia final: 11 seleccionadas por un jurado preliminar, quienes eligieron a las concursantes que más destacaron en las tres áreas de competencia durante la etapa preliminar, 3 ganadoras de los reconocimientos especiales que otorga la Organización y 1 ganadora del voto popular.
- Las 15 semifinalistas desfilaron en una nueva ronda en traje de baño, donde salieron de la competencia 5 de ellas.
- Las 10 semifinalistas desfilaron en vestido de noche, posteriormente 5 de ellas fueron eliminadas.
- Las 5 finalistas se sometieron a una pregunta de interés general para después eliminar a 2 participantes.
- Las 3 finalistas se sometieron a una pregunta final y posteriormente dieron una última pasarela donde el panel de jueces consideró la impresión general que dejó cada una de las finalistas para votar y definir posiciones finales.

#### Jurado Final
Estos son los miembros del jurado que evaluaron a las concursantes:
- Fabiola Guajardo - Actriz de televisión y Nuestra Belleza Nuevo León 2007 Designada
- Marisol González - Conductora de Televisa deportes y Nuestra Belleza México 2002
- Luz Elena González - Actriz, conductora de televisión, cantante y Nuestra Belleza Jalisco 1994
- Juan José Origel -  Periodista y conductor de espectáculos
- Julián Gil - Actor y conductor de televisión
- Diego Di Marco - Conductor de televisión y coach de estilo de vida

#### Entretenimiento
- Intermedio: María José interpretando "Prefiero ser su Amante".
- Pasarela Final: Álex Ubago interpretando "Míranos".

### Premios Especiales
| Premio                   | Candidata                      |
| Nuestra Modelo           | - Colima - Margarita Magaña    |
| Nuestra Belleza Digital  | - Nayarit - Joselyn Preciado   |
| Nuestro Talento          | - Sonora - María José Antillón |
| Nuestra Belleza en Forma | - Querétaro - Laila Kuri       |
| Personalidad Fraiche     | - Sonora - María José Antillón |
| Camino al Éxito Andrea   | - Tamaulipas - Citlaly Higuera |

## Candidatas
| Estado              | Candidata                           | Edad | Estatura | Residencia              |
| Aguascalientes      | Karla María López Berumen           | 20   | 1.80     | Aguascalientes          |
| Baja California     | Nancy Verónica Möeller Guerrero     | 24   | 1.76     | Tijuana                 |
| Baja California     | Kenia Melissa Ponce Beltrán         | 24   | 1.70     | Mexicali                |
| Baja California Sur | Alma Guadalupe Moreno Montaño       | 24   | 1.70     | Los Cabos               |
| Chiapas             | Andrea Celeste Zenteno Vázquez      | 21   | 1.73     | Tonalá                  |
| Chihuahua           | Janeth Loya Trillo                  | 20   | 1.75     | Ciudad Juárez           |
| Ciudad de México    | Marielle Ruesga Castañeiras         | 22   | 1.79     | Ciudad de México        |
| Coahuila            | Edna Kikey Sato de la Cruz          | 23   | 1.72     | Piedras Negras          |
| Colima              | Margarita Magaña Vega               | 23   | 1.75     | Colima                  |
| Durango             | Iraís Alexandra Maldonado Gallardo  | 18   | 1.68     | Durango                 |
| Estado de México    | Eliany Rubio Pérez                  | 21   | 1.72     | Atizapán                |
| Guanajuato          | Valentina Krauss Moreno             | 23   | 1.75     | Guanajuato              |
| Hidalgo             | Claudia Michelle Rodríguez Berlanga | 22   | 1.73     | Pachuca                 |
| Jalisco             | Adriana Mardueño Villaseñor         | 24   | 1.75     | Autlán                  |
| Jalisco             | Ángela Goretti Robles Ibarra        | 24   | 1.81     | Guadalajara             |
| Michoacán           | Renata Padilla Espinoza             | 19   | 1.73     | Lázaro Cárdenas         |
| Morelos             | Constanza Oscos Gordillo            | 20   | 1.70     | Cuernavaca              |
| Nayarit             | Joselyn Leticia Preciado Becerra    | 19   | 1.80     | Rosamorada              |
| Nuevo León          | Rebeca Alicia Pérez Amor            | 24   | 1.81     | Monterrey               |
| Oaxaca              | Dinora Masiel Osorio Espinosa       | 21   | 1.73     | Oaxaca                  |
| Puebla              | María del Carmen Cabildo Bolaños    | 24   | 1.70     | Puebla                  |
| Querétaro           | Ana Luisa Ganuza Pérez              | 24   | 1.68     | Querétaro               |
| Querétaro           | Laila Kuri Baños                    | 21   | 1.73     | Querétaro               |
| San Luis Potosí     | María Fernanda Zepeda Villarreal    | 23   | 1.71     | San Luis Potosí         |
| Sinaloa             | Denisse Iridiane Franco Piña        | 18   | 1.76     | Culiacán                |
| Sinaloa             | Yareli Guadalupe Carrillo Salas     | 24   | 1.78     | Culiacán                |
| Sonora              | María José Antillón Mayorga         | 18   | 1.82     | Ciudad Obregón          |
| Tabasco             | Itzel Semina Torruco Flores         | 20   | 1.76     | Villahermosa            |
| Tamaulipas          | Treisy Citlaly Higuera López        | 22   | 1.70     | Ciudad Madero           |
| Tlaxcala            | Karla Hernández Rodríguez           | 21   | 1.74     | Tetla de la Solidaridad |
| Veracruz            | Estefanía Ruiz Iñiguez              | 22   | 1.78     | Úrsulo Galván           |
| Yucatán             | Rossana Kin Castillo                | 20   | 1.82     | Mérida                  |

## Sobre los Estados en Nuestra Belleza México 2017

### Reemplazos
- Puebla - Diana Leal fue destituida por la organización nacional como reina estatal el día 17 de noviembre de 2016 debido a falta de disciplina y compromiso, según un comunicado publicado en la cuenta oficial de Facebook de la organización nacional, por lo que Carmen Cabildo, 1.ª Finalista del concurso estatal, tomó su lugar como reina titular y representante de Puebla en el certamen nacional.[38] A los pocos días Diana Leal denunció que fue víctima de un plan fraguado por el dueño de la franquicia en Puebla, Jorge Maceda, a quien acusó de mentirle y ocultar información a la directora nacional, Lupita Jones, también aseguró que en su contra se perpetuó un fraude, pues nunca recibió ninguno de los premios en especie y efectivo del certamen estatal y además de ser "víctima de acoso y amenazas” del dueño de la franquicia para que desistiera de ir al concurso nacional. Recurrió al Consejo Nacional para Prevenir la Discriminación (Conapred) al considerar que se trata de un caso de "discriminación y racismo" debido a su origine mixteco.[39] 4 años después en noviembre de 2020 Leal ganó la demanda interpuesta en contra de la organización nacional.[40]
- Nayarit - Estefanía Carrillo renunció al título estatal el día 18 de enero de 2017 argumentando motivos personales, deslindando a la organización nacional y estatal de cualquier responsabilidad.[41] Su 1.ª finalista Josselyn Preciado fue nombrada como la nueva representante y titular estatal.

### Estados designados a la competencia
- Baja California - Kenia Ponce
- Jalisco - Goretti Robles
- Querétaro - Laila Kuri
- Sinaloa - Yareli Carrillo

### Estados que se retiran de la competencia
- Campeche
- Quintana Roo
- Zacatecas

### Estados que regresan a la competencia
- Compitieron por última vez en 2014
  -  San Luis Potosí
  -  Chiapas

## Crossovers
| Miss Universo - 2017: Sinaloa - Denisse Franco Miss Internacional - 2017: Tamaulipas - Citlaly Higuera Miss Tierra - 2014: Sinaloa - Yareli Carrillo (Top 16) Miss Eco Queen - 2015: Sinaloa - Yareli Carrillo (4.ª Finalista) Miss Globe - 2015: Chiapas - Andrea Zenteno (Top 15) Miss Model of the World - 2017: Jalisco - Goretti Robles (1.ª Finalista) Miss Heritage - 2014: Chiapas - Andrea Zenteno (Top 10) Miss Multiverse - 2015: Sinaloa - Yareli Carrillo (No Compitió) Miss Continentes Unidos - 2019: Baja California - Kenia Ponce (2.ª Finalista) Reina Hispanoamericana - 2017: Aguascalientes - Karla Berumen (3.ª Finalista) H2O Miss Teen Bikini International - 2015: Tlaxcala - Karla Hernández (Top 6) Mexicana Universal - 2022: Chihuahua - Janeth Loya - 2020: Veracruz - Estefanía Ruíz (Top 16) Miss México - 2019: Baja California - Kenia Ponce (Miss México Continentes Unidos) Miss Earth México - 2014: Chiapas - Andrea Zenteno (Miss Earth México-Air) - 2014: Nuevo León - Rebeca Amor - Representando a Tamaulipas - 2014: Sinaloa - Yareli Carrillo (Ganadora) Miss Model of the World México - 2019: Veracruz - Estefanía Ruíz H2O Miss Teen Ambassadors México - 2015: Tlaxcala - Karla Hernández (Ganadora) Miss F1 de México - 2015: Coahuila - Kikey Sato - 2015: Jalisco - Goretti Robles Mexicana Universal Chihuahua - 2021: Chihuahua - Janeth Loya (Ganadora) | Mexicana Universal Veracruz - 2019: Veracruz - Estefanía Ruíz (Designada) Nuestra Belleza Baja California - 2016: Baja California - Kenia Ponce (1.ª Finalista) - 2015: Baja California - Kenia Ponce (1.ª Finalista) Nuestra Belleza Coahuila - 2015: Coahuila - Kikey Sato Nuestra Belleza Jalisco - 2016: Jalisco - Goretti Robles (1.ª Finalista) - 2015: Jalisco - Goretti Robles (1.ª Finalista) Nuestra Belleza Querétaro - 2016: Querétaro - Laila Kuri (1.ª Finalista) Nuestra Belleza Sinaloa - 2016: Sinaloa - Yareli Carrillo (1.ª Finalista) Nuestra Belleza Tamaulipas - 2014: Tamaulipas - Citlaly Higuera (Top 5) - 2013: Nuevo León - Rebeca Amor Nuestra Belleza Veracruz - 2014: Hidalgo - Michelle Rodríguez - 2012: Veracruz - Estefanía Ruíz Miss Baja California - 2018: Baja California - Kenia Ponce (Designada) Miss Earth Chiapas - 2014: Chiapas - Andrea Zenteno (Ganadora) Miss Earth Sinaloa - 2014: Sinaloa - Yareli Carrillo (Ganadora) Miss Earth Sonora - 2018: Sinaloa - María José Antillón (Designada) Miss Earth Tamaulipas - 2014: Nuevo León - Rebeca Amor (Ganadora) Miss Earth Veracruz - 2014: Hidalgo - Michelle Rodríguez (Miss Earth Veracruz-Air) Miss Model of the World Veracruz - 2019: Veracruz - Estefanía Ruíz (Designada) Flor más Bella del Campo - 2015: Tamaulipas - Citlaly Higuera (1.ª Finalista) Reina de la Feria de San Marcos - 2016: Aguascalientes - Karla Berumen Reina de la Feria Tetla - 2015: Tlaxcala - Karla Hernández (Ganadora) Señorita Fiestas del Sol - 2011: Baja California - Kenia Ponce (Ganadora) Señorita Perla del Guadiana - 2016: Durango - Alexandra Maldonado (Ganadora) |